# 88rising
88rising (estilizado como 88⬆), anteriormente conocida como CXSHXNLY, es una compañía discográfica estadounidense que su fundador Sean Miyashiro describe como "empresa de gestión híbrida, sello discográfico, producción de vídeo y marketing".
La compañía ha obtenido popularidad como plataforma musical y sello discográfico principalmente para artistas estadounidenses-asiáticos y asiáticos quiénes lanzan música en los Estados Unidos, como Joji, Keith Simio, Rich Brian, y Niki. Miyashiro declara que 88rising es "El Disney del hip-hop asiático". Miyashiro También espera que 88rising pueda unir el vacío entre música asiática y americana. The New Yorker escribe sobre 88rising, "Con artistas como Joji, Rich Brian y Higher Brothers, La compañía de Sean Miyashiro es una autoridad en cómo crear cruces de cultura pop." "El colectivo de rap asiático 88rising se ha convertido rápidamente en uno de los equipos más populares e innovadores de la música ", dice Rolling Stone. Un artículo de Paper declaró que "88rising proporciona no solo el apoyo cultural, sino también el conocimiento estratégico y técnico para ayudar a los artistas asiáticos emergentes a cruzar de una manera eficiente pero significativa." En 2019, 88rising fue galardonado con el sello del año por Netease, una de las plataformas de transmisión de música más grandes de China.
Con sede en la ciudad de Nueva York, la compañía también tiene oficinas en Los Ángeles y Shanghai. Fuera de su grupo principal, la compañía ha colaborado con muchos artistas, entre los que destacan Kohh, Yaeji, Jackson Wang, Phum Viphurit y Chungha.

## Historia
88rising fue fundada en 2015 por Sean Miyashiro & Jaeson Ma. La compañía comenzó como un colectivo de música y una compañía de gestión llamada «CXSHXNLY» que supervisa y comienza a contactar con artistas emergentes que encontraron en Internet. Los artistas inaugurales de la compañía incluyen a Brian Puspos, Dumbfoundead, Josh Pan y Okasian. Miyashiro dijo que su objetivo colectivo musical es "convertirse en el equipo más ondulado e icónico" y "tratar de representar no solo a los inmigrantes asiáticos, sino a todos los inmigrantes". Unos meses después, Dumbfoundead le mostró a Miyashiro el video musical del sencillo de Keith Ape titulado «It G Ma», Miyashiro comenzó a trabajar con ambos artistas para lanzar la versión remix del sencillo que cuenta con A$AP Ferg, Father y Waka Flocka Flame. El sencillo fue lanzado el 27 de julio de 2015 por OWSLA y el video musical fue estrenado por Complex.
En mayo de 2016, la compañía subió su primer contenido de video a YouTube como 88rising y comenzó a trabajar con otros artistas como Rich Brian, Joji y Higher Brothers.
Un año después, en mayo de 2017, el sello hizo una presentación en vivo como colectivo en el Boiler Room de Los Ángeles con Rich Brian, Joji y Keith Ape, todos haciendo apariciones y actuando en una fiesta en una mansión en Beverly Hills. The Higher Brothers actuaron a través de una transmisión en vivo desde su ciudad natal en Chengdu, ya que no podían viajar a los Estados Unidos en ese momento. Varios invitados como Yaeji y Ronny J también se presentaron con el sello. En noviembre de 2017, 88rising anunció una gira por Asia con Rich Brian, Joji y Higher Brothers con Keith Ape actuando ocasionalmente en espectáculos selectos. La gira se llevó a cabo en nueve ciudades asiáticas importantes: Seúl, Beijing, Shanghái, Chengdu, Bangkok, Singapur, Kuala Lumpur, Manila y Yakarta.
En mayo de 2017, WPP plc, una de las empresas de publicidad más grandes del mundo, anunció que había invertido en 88rising.
En febrero de 2018, 88rising presentó su gira inaugural por América del Norte en The Warfield Theatre en San Francisco, The Shrine Expo Hall en Los Ángeles y la Terminal 5 en la ciudad de Nueva York. La gira con entradas agotadas contó con Rich Brian, Joji, Keith Ape con apariciones sorpresa como invitados de otros artistas como Charli XCX y Ski Mask the Slump God. El sello también vio los lanzamientos de estudio de debut de muchos de los artistas insignia de 88rising. El 2 de febrero de 2018, Rich Brian lanzó su álbum debut, Amen con críticas generalmente positivas y aclamación comercial, ubicándose en el puesto 18 en el Billboard 200 en su primera semana. El álbum también hizo historia en iTunes al ser el primer álbum lanzado por un artista asiático en encabezar la lista iTunes Hip-Hop. El 20 de julio de 2018, 88rising lanzó su primer álbum recopilatorio titulado Head in the Clouds. El álbum contiene 17 pistas recopilatorias, incluido el disco de oro certificado por la RIAA, «Midsummer Madness» y presenta su lista principal de sellos y apariciones especiales de otros artistas como GoldLink, Playboi Carti, BlocBoy JB, 03 Greedo y Verbal. El 26 de octubre de 2018, Joji lanzó su álbum debut, Ballads 1, que incluye el sencillo platino certificado por la RIAA, «Slow Dancing in the Dark» y el sencillo dorado, «Yeah Right». El álbum hizo historia en las listas de Billboard como el primer álbum de un artista asiático en solitario en encabezar las listas de R&B/Hip-Hop de Billboard. 88rising presentó su primer festival, «Head In The Clouds», el 22 de septiembre de 2018 en el Parque Histórico Estatal de Los Ángeles. El cartel del festival incluyó una lista de artistas de hip-hop y R&B tanto de Estados Unidos como de Asia, incluidos Rich Brian, Joji, Keith Ape, Niki, Higher Brothers, Dumbfoundead y más. El festival también acogió la actuación debut en Estados Unidos del rapero japonés Kohh. En su resumen del festival, Billboard llamó a Head in The Clouds, "el festival asiático que necesitas conocer". El festival fue seguido por la gira, «88 Degrees and Rising» en otoño de 2018, que contó con una alineación que incluía la lista del sello junto a Sen Morimoto y Kohh.
En 2019, 88rising vio los lanzamientos de un estudio de segundo año de los artistas Higher Brothers y Rich Brian. El 22 de febrero de 2019, Higher Brothers lanzó Five Stars, como continuación de su álbum de estudio debut Black Cab. El álbum contó con muchos colaboradores destacados del hip-hop, incluidos Schoolboy Q, JID, Denzel Curry, Ski Mask The Slump God, Soulja Boy y más. Five Stars se convirtió en el mejor álbum de la plataforma de streaming china, Netease en el primer trimestre de 2019 y los Higher Brothers fueron coronados como Artista Hip-Hop del Año. Netease también otorgó a 88rising el premio Label of the Year. El 26 de julio, Rich Brian lanzó su segundo álbum de estudio, The Sailor, que fue producido principalmente por Bekon y The Donuts y contó con apariciones especiales de RZA, Joji y más. El 17 de julio de 2019, Billboard anunció el segundo festival anual de música «Head in the Clouds» para el sábado 17 de agosto de 2019 en el Parque Histórico Estatal de Los Ángeles con un escenario adicional de música de baile y una alineación ampliada de artistas musicales. El festival de comida californiana, «626 Night Market» seleccionó a los vendedores de comida. El segundo festival vio el debut en el festival norteamericano del grupo de K-Pop, iKon, así como las actuaciones de Joji, Rich Brian, Higher Brothers, NIKI, DPR Live y muchos más. El festival fue apodado por Rolling Stone y Los Angeles Magazine como el "Coachella Asiático". El sello también lanzó su segundo álbum recopilatorio, Head in the Clouds II, el 11 de octubre de 2019, que contó con artistas como Swae Lee de Rae Sremmurd, Jackson Wang, Phum Viphurit, Chungha y muchos más. Un dúo del álbum, «I Love You 3000 II» de Stephanie Poetri y Wang, rápidamente encabezó la lista social de Billboard China.
Muchos eventos en vivo se cancelaron en 2020 debido a la pandemia de COVID-19. Otro festival «Head in the Clouds» se planeó originalmente en marzo de 2020 en Yakarta, pero finalmente se canceló debido a la pandemia. Por lo tanto, 88rising celebró su festival «Asia Rising Forever», un concierto en línea con talentos asiáticos de todo el mundo transmitido en sus cuentas de YouTube y Twitter, el 6 de mayo. El 3 de diciembre de 2020, 88rising lanzó un canal de radio de 24 horas en Sirius XM con música de artistas asiáticos. Otro festival de transmisión en vivo en línea bajo el nombre «Double Happiness», en referencia a su eslogan "88 es doble felicidad" también se lanzó el mismo día con las actuaciones de Anderson .Paak y Knxwledge de su dúo musical, Nxworries, así como otros como AUDREY NUNA e Ylona García.

## Controversias

### Tiroteos de Atlanta de 2021 y reacciones
El 17 de marzo de 2021, 88rising publicó un cuadrado amarillo en su cuenta de Instagram con la leyenda "Ya es suficiente. Con el corazón roto por la repugnante e insensata violencia en Georgia esta noche. La violencia contra la comunidad asiática tiene que terminar. Protegámonos y luchemos contra odio." en respuesta a los tiroteos en el spa de Atlanta de 2021 que habían ocurrido el día anterior. Fue recibido con una reacción violenta inmediata y rápida por sus similitudes con los cuadrados negros ampliamente publicados en las redes sociales en solidaridad con las protestas de Black Lives Matter de 2020, tanto por su percepción de aliado performativo como por su señalización de virtudes. Además, muchos usuarios de las redes sociales citaron que el uso del color amarillo por parte de 88rising era inherentemente racista y ofensivo, ya que históricamente se ha asociado con estereotipos despectivos del tono de piel del este de Asia.
La publicación se eliminó rápidamente y se reemplazó con una disculpa que decía: "Nunca fue nuestra intención causar daño, pero reconocemos los efectos de nuestras acciones y nos disculpamos ... [no estamos] tratando de iniciar un movimiento de cuadrados amarillos, aunque entendemos cómo se tergiversó". Luego, la compañía compartió la intención de invertir en las comunidades locales de AAPI, elevar aún más las voces de AAPI y asociarse con Sirius XM en una nueva serie de oradores, 88rising Speakers, en torno a la experiencia asiático-estadounidense.

## Artistas

### Artistas actuales
- Atarashii Gakko!
- August 8
- Chungha
- Seori
- Bibi
- Don Krez[33]
- Dumbfoundead[34]
- 1996Montana
- Higher Brothers
- Joji[35]
- Keith Simio[35]
- Lexie Liu
- Niki[36][37]
- Rich Brian
- Stephanie Poetri[38]
- Warren Hue
- Ylona Garcia[39]
- Zhang Yanqi[40]
- Jackson wang
- anitta
- ISOxo
- Knock2

### Artistas anteriores
- Brian Puspos[41]
- Josh Cacerola[42]
- Okasian[43]
- August 08

### Lanzados en el sello
- CL
- Rina Sawayama[44]
- Sen Morimoto[45]
- Yaeji[46]
- Jhene Aiko[47]
- Swae Lee[47]
- Keshi[47]
- DJ Snake[47]
- Rick Ross[47]
- Saweetie[47]
- Anderson .Paak[47]
- EarthGang[47]
- Simu Liu[47]
- DPR Live[47]
- 21 Savage[47]

## Discografía

### Álbumes de estudio
| Título      | Artista         | Detalles                                                                                                  | Posiciones de gráfico de la cumbre | Posiciones de gráfico de la cumbre | Posiciones de gráfico de la cumbre | Posiciones de gráfico de la cumbre | Ventas                            |
| Título      | Artista         | Detalles                                                                                                  | EE.UU.                             | EE.UU. R&B /HH                     | AUS                                | CAN                                | Ventas                            |
| ----------- | --------------- | --- | ---------------------------------- | ---------------------------------- | ---------------------------------- | ---------------------------------- | --------------------------------- |
| Black Cab   | Higher Brothers | - Lanzado: 31 de mayo de 2017 - Sello: CXSHXNLY - Formato: descarga Digital                               | —                                  | —                                  | —                                  | —                                  |                                   |
| Amen        | Rich Brian      | - Lanzado: 2 de febrero de 2018 - Sello: 88rising, Imperio - Formato: descarga Digital                    | 18                                 | 11                                 | 27                                 | 18                                 |                                   |
| Cannonball! | Sen Morimoto    | - Lanzado: 18 de mayo de 2018 - Sello: 88rising, Sooper - Formato: descarga Digital                       | —                                  | —                                  | —                                  | —                                  |                                   |
| Ballads 1   | Joji            | - Lanzado: 26 de octubre de 2018 - Sello: 88rising, 12Tone - Formato: CD, LP, descarga digital            | 3                                  | 1                                  | 17                                 | 7                                  | - EE.UU.: 57,000 (primera semana) |
| Five Stars  | Higher Brothers | - Lanzado: 22 de mayo de 2019 - Sello: 88rising, 12Tone - Formato: descarga Digital                       | —                                  | —                                  | —                                  | —                                  |                                   |
| The Sailor  | Rich Brian      | - Lanzado: 26 de julio de 2019 - Sello: 88rising, 12Tone - Formato: descarga Digital                      | 62                                 | 31                                 | 77                                 | 74                                 |                                   |
| Moonchild   | Niki            | - Lanzado: 9de septiembre de 2020 - Sello: 88rising, 12Tone - Formato: descarga Digital                   | —                                  | —                                  | —                                  | —                                  |                                   |
| Nectar      | Joji            | - Lanzado: 25 de septiembre de 2020 - Sello: 88rising, 12Tone - Formato: CD, LP, casete, descarga digital | 3                                  | —                                  | 1                                  | 4                                  |                                   |

### Álbumes de recopilación
| Título                                               | Artista  | Detalles | Posiciones de gráfico de la cumbre | Posiciones de gráfico de la cumbre | Posiciones de gráfico de la cumbre |
| Título                                               | Artista  | Detalles | EE.UU.                             | AUS                                | CAN                                |
| ---------------------------------------------------- | -------- | --- | ---------------------------------- | ---------------------------------- | ---------------------------------- |
| Head in the Clouds                                   | 88rising | - Lanzado: 20 de julio de 2018 - Sello: 88rising, 12Tone - Formato: CD, LP, descarga digital                                          | 76                                 | 61                                 | 40                                 |
| Head in the Clouds II                                | 88rising | - Lanzado: 11 de octubre de 2019 - Sello: 88rising, 12Tone - Formato: descarga Digital                                                | 79                                 | 30                                 | 47                                 |
| Shang-Chi and the Legend of the Ten Rings: The Album | 88rising | - Lanzado: 3 de septiembre de 2021 - Sello: Hollywood Records, Marvel Music, Interscope Records, 88rising - Formaot: Digital download | 160                                | 88                                 | 47                                 |

### EPs
| Título                    | Artista                      | Detalles                                                                                               | Posiciones de gráfico de la cumbre | Posiciones de gráfico de la cumbre |
| Título                    | Artista                      | Detalles                                                                                               | EE.UU.                             | CAN                                |
| ------------------------- | ---------------------------- | --- | ---------------------------------- | ---------------------------------- |
| Slow Love and Bangin'     | Brian Puspos                 | - Lanzado: 11 de enero de 2017 - Sello: CXSHXNLY - Formato: descarga Digital                           | —                                  | —                                  |
| Pink Season: The Prophecy | Pink Guy                     | - Lanzado: 24 de mayo de 2017 - Sello: 88rising - Formato: descarga Digital                            | —                                  | —                                  |
| In Tongues                | Joji                         | - Lanzado: 3 de noviembre de 2017 - Sello: 88rising, Imperio - Formato: descarga Digital, 12" EP       | 58                                 | 62                                 |
| Journey to the West       | Higher Brothers              | - Lanzado: 17 de enero de 2018 - Sello: 88rising, Imperio - Formato: descarga Digital                  | —                                  | —                                  |
| In Tongues (deluxe)       | Joji                         | - Lanzado: 14 de febrero de 2018 - Sello: 88rising, Imperio - Formato: descarga Digital                | —                                  | —                                  |
| Type-3                    | Higher Brothers and Harikiri | - Lanzado: 27 de febrero de 2018 - Sello: 88rising, Imperio - Formato: descarga Digital                | —                                  | —                                  |
| Father                    | August 8                     | - Lanzado: 11 de mayo de 2018 - Sello: Registros de Toro Rojo, 88rising - Formato: descarga Digital    | —                                  | —                                  |
| Zephyr                    | Niki                         | - Lanzado: 23 de mayo de 2018 - Sello: 88rising, Imperio - Formato: descarga Digital                   | —                                  | —                                  |
| Born Again                | Keith Ape                    | - Lanzado: 12 de octubre de 2018 - Sello: 88rising, Imperio - Formato: descarga Digital                | —                                  | —                                  |
| wanna take this downtown  | Niki                         | - Lanzado: 17 de mayo de 2019 - Sello: 88rising, 12Tone - Formato: descarga Digital                    | —                                  | —                                  |
| 1999                      | Rich Brian                   | - Lanzado: 25 de agosto de 2020 - Sello: 88rising, 12Tone - Formato: descarga Digital                  | —                                  | —                                  |
| AM:PM                     | Stephanie Poetri             | - Lanzado: 12 de marzo de 2021 - Sello: 88rising, 12Tone, Infinite Thrills - Formato: descarga Digital | —                                  | —                                  |